# Lena (actriz)
Lena Mohan Kumar, conocida como Lenaa en la industria del cine, es una actriz, autora y guionista india nacida en 1981. Mayormente activa en el cine malayalam, ha dejado una marca significativa en una carrera de más de 25 años. Ha participado en más de 175 películas en cinco idiomas, incluyendo éxitos de taquilla y películas aclamadas por la crítica en inglés, hindi, tamil, telugu y malayalam.
En 2023, lanzó su primer libro como autora titulado "La Autobiografía de Dios". Esta obra aborda su propio viaje y perspectivas sobre la salud mental, complementando sus roles como oradora motivacional y coach de transformación.

## Proyectos independientes y patrocinios

### Como artista de doblaje
- 2022 – KGF: Capítulo 2 – voz en off de Raveena Tandon (versión doblada al malayalam )

### Como presentadora
- Tu elección (Asianet)
- Amul Sangeetha Mahayudham (Surya TV)
- Vivel gran oportunidad (Surya TV)
- Revista de Lena (YouTube) [5]

### Álbum
- Pranayam
- Pranayathin Ormakkayi
- Amma Manasam

### Patrocinios
- Grandma's ("de la abuela")
- Alimentos MJ
- Aceite para el cabello Indulekha Bringa
- Maruthua Panja Jeerakam